# Východoafrické společenství

Lokalizace EAC

Východoafrické společenství (EAC, The East African Community) je mezivládní organizace skládající se z šesti východoafrických zemí. V současné době jsou členy VS Keňa, Tanzanie, Uganda, Burundi, Rwanda a Jižní Súdán. Zatímco široká veřejnost v Keni, Ugandě, Rwandě a Burundi je pro Východoafrickou federaci, neformální průzkum v Tanzanii ukázal[zdroj⁠?!], že drtivá většina populace (80 %) nepreferuje navrženou Východoafrickou federaci. Tanzanie má větší rozlohu než Keňa, Uganda, Rwanda a Burundi dohromady, a někteří obyvatelé Tanzanie se obávají, že jejich země připadne obyvatelům Rwandy, Burundi, Keni a Ugandy.
Nedostatek půdy je stálým problémem východní Afriky, obzvláště Keni, kde konflikty v roce 2007 na keňské straně hory Elgon zanechaly více než 150 mrtvých a dalších 60 000 obyvatel přinutily opustit své domovy.
Prvním významným krokem k založení Východoafrické federace je celní unie ve východní Africe, podepsána v březnu roku 2004 a zahájena 1. ledna 2005. V podmínkách této smlouvy stojí, že Keňa, oblast největšího exportu, bude pokračovat v placení cla svého zboží, které překročí hranice ostatních čtyř zemí až do roku 2010, založeno na sestupné stupnici. Běžný systém tarifů (sazeb) bude používán na zboží importováno ze zemí třetího světa.
Východoafrické společenství (VS) bylo původně založeno v roce 1967, ale zkolabovalo v roce 1977, což způsobilo velké oslavy v Keni. Bylo oficiálně obnoveno 7. června 2000. VS je jedním z pilířů Afrického hospodářského společenství.
V lednu 2023 plánuje Východoafrické společenství (EAC) během příštích čtyř let vydat jednotnou měnu. Rada ministrů organizace musí rozhodnout o umístění Východoafrického měnového institutu a sestavení cestovní mapy pro vydávání jednotné měny..

## Členské státy
- Keňa (2001)
- Uganda (2001)
- Tanzanie (2001)
- Burundi (2007)
- Rwanda (2007)
- Jižní Súdán (2016)
- 🇨🇩 Demokratická republika Kongo (2022)

Východoafrická oblast pokrývá území 1,8 milionů km² se smíšenou populací kolem 100 milionů obyvatel (přibližný odhad červenec 2005), a má podstatné přírodní zdroje. Tanzanie má relativně klidnou historii od nabytí své nezávislosti, naproti tomu války a občanské nepokoje se vyskytly v Keni, Rwandě, Burundi i Ugandě. Dnešní východní Afrika usiluje o udržení stability a prosperity uprostřed pokračujících konfliktů v Demokratické republice Kongo, východním rohu Afriky a jižním Súdánu. Dvěma převládajícími jazyky východní Afriky jsou svahilština a angličtina, ačkoli arabština a francouzština jsou taktéž běžné.

## Historie
Keňa, Tanzanie a Uganda mají společnou historii spolupráce, která se datuje od počátku 20. století, zahrnující celní unii mezi Keňou a Ugandou od roku 1917, ke které se v roce 1927 připojila Tanganika, Východoafrickou Nejvyšší komisi (1948-1961), Východoafrickou Organizaci služeb a Východoafrické společenství (1967-1977).
Východoafrické společenství zkolabovalo v roce 1977, po deseti letech svého fungování,
kvůli požadavkům Keni o větší pravomoci a více křesel v rozhodujících orgánech, než Uganda a Tanzanie. Mezi spory způsobenými diktátorstvím Idi Amina v Ugandě, socialismem v Tanzanii a kapitalismem v Keni, ztratily tyto tři členské státy více než šedesát let spolupráce a ekonomických výhod z ní plynoucích. Každý bývalý členský stát musel investovat velké náklady při nízké výkonnosti na zřízení služeb a průmyslových odvětví, která byla předtím poskytována na úrovni společenství.
Později prezident Keni Daniel arap Moi, prezident Tanzanie Ali Hassan Mwinyi a prezident Ugandy Yoweri Museveni podepsali dohodu o Východoafrické vzájemné pomoci v Arushi, Tanzanii, 30. listopadu 1993. Také založili tříčlennou komisi pro vzájemnou pomoc a spolupráci. Proces re-integrace spustily tříčlenné programy zahrnující vzájemnou spolupráci v politické, ekonomické, sociální i kulturní sféře, také v oblasti výzkumu a technologie, obrany a bezpečnosti i v zákonných a justičních záležitostech.
Východoafrické společenství bylo nakonec obnoveno 30. listopadu 1999, kdy byla podepsána dohoda o jeho znovuzaložení. Tato dohoda nabyla své platnosti 7. června 2000, dvacet tři let poté, co došlo k absolutnímu kolapsu někdejšího společenství a jeho orgánů.

## Plány do budoucna
Nová mezistátní dohoda by se mohla rychle rozvíjet pomocí plánů navržených v roce 2004, mezi které patří např. monetární unie s jednotnou měnou – východoafrický šilink. Jsou zde i plány na společný trh a politickou unii, Východoafrickou federaci se společným prezidentem (zpočátku na principu střídáni se), a společný parlament od roku 2010. Nicméně někteří experti, mozkové základny keňského Institutu průzkumu a analýzy veřejnosti, poznamenali, že tyto plány jsou příliš ambiciózní na to, aby jich bylo dosaženo již v roce 2010, protože množství politických, sociálních a ekonomických cílů ještě nebylo projednáno. Rychlý rozvoj je v současné době předmětem Národní poradní diskuze a konečné rozhodnutí bude přijato hlavami jednotlivých států VS v polovině roku 2007.

### Jednotlivá turistická víza
Doufalo se, že východoafrická jednotlivá víza by mohla být připravena již v listopadu roku 2006, kdyby byla povolena příslušnými sektorálními autoritami uvnitř východoafrického integračního programu. Pokud by k povolení došlo, vízum by platilo 3 roky[zdroj⁠?!] pro všechny tři stávající členské země VS ( Keňa, Tanzanie, Uganda ). Ve vízovém návrhu také platí, že vízum může být vydáno na kterékoliv ambasádě členských zemí. Po tomto vízovém návrhu následovaly žádosti úřadů cestovního ruchu v partnerských zemích o jednotná víza, aby došlo ke zrychlení propagace celé oblasti jakožto samostatné turistické destinace. Sekretariát VS chtěl tento návrh odsouhlasit ještě před listopadovým Světovým veletrhem cestovního ruchu v Londýně. Až bude tento návrh odsouhlasen Východoafrickým koncilem ministrů, turisté mohou žádat o vízum do jedné z členských zemí. Dané vízum pak bude použitelné ve všech oblastech členských zemí, vstup na území jedné země je tedy jediným požadavkem, další víza nejsou potřebná.

### Východoafrický soudní dvůr
Východoafrický soudní dvůr je justičním orgánem celého společenství. Soud má svrchovanou soudní pravomoc při interpretaci a aplikaci dohody z roku 1999, která znovu obnovila VS. V budoucnu by jeho kompetencí mohla být i základní lidská práva a další soudní pravomoci, shrnuty do protokolu, který by opravňoval k těmto rozšířeným soudním pravomocem. Soudní dvůr má dočasné sídlo v Arushi, Tanzanii.

### Východoafrické zákonodárné shromáždění
Východoafrické zákonodárné shromáždění (EALA - East African Legislative Assembly)
Je zákonodárným orgánem celého společenství. VZS má 27 členů, ti jsou voleni národními shromážděními členských států Východoafrického společenství. VZS dohlíží na různé záležitosti a na správnou funkci práce ve společenství, diskutování a schvalování rozpočtu, probírá veškeré záležitosti, které se společenství týkají a doporučuje Koncilu to, co považuje za nezbytné pro naplnění a realizaci vzájemné dohody. Také kontaktuje národní shromáždění při důležitých záležitostech společenství a svolává komise v případě, že to považuje za nezbytné. Od roku 2001, kdy bylo VZS inaugurováno (přijato v platnost) se uskutečnilo několik zasedání pléna v Arushi, Kampale a Nairobi.

### Východoafrické cestovní pasy
Východoafrický pas byl poprvé vydán 1. dubna 1999. Tento pas byl představen jako cestovní dokument, aby ulehčil překračování hranic pro obyvatele východní Afriky. Je platný pouze pro cestování uvnitř VS a bude opravňovat jeho držitele k mnohačetným vstupům a pobytu, kdy dochází k obnovení šesti měsíční lhůty, ve kterékoliv z daných zemí. Pas je vydáván ve všech třech členských státech (Keňa, Uganda, Tanzanie). Cestovní pasy jsou k dostání v centrálách příslušných přistěhovaleckých úřadů, v Nairobi, Kampale a Dar es Salaamu. Pouze východoafrické národy mohou žádat a získat cestovní pas. Cena cestovního dokladu je 10 amerických dolarů, nebo odpovídající částka v konkrétních měnách společenství. Zpracování žádosti a zhotovení cestovního pasu trvá průměrně 2-3 týdny. Ačkoliv je tento pas platný jen v rámci VS, jeho mezinárodní uznání již bylo prodiskutováno a cíl diskuze směřoval k jednotným cestovním dokumentům pro obyvatele východní Afriky v roce 2006.
Další opatření, která mají ulehčit překračování hranic pro obyvatele východní Afriky, zahrnují vydávání mezistátních povolení (které započalo 1. června 2003) a jednotlivé imigrační karty o vstupu/odjezdu (přijaty všemi třemi státy). Dokončují se také metody klasifikace a udělování pracovních povolení. Shrnutí studií o harmonizaci dělnických práv a směrnic pro práci a zaměstnání je v současné době ve finálnímu stádiu.